# Aquagym
 (février 2008).
Si vous disposez d'ouvrages ou d'articles de référence ou si vous connaissez des sites web de qualité traitant du thème abordé ici, merci de compléter l'article en donnant les références utiles à sa vérifiabilité et en les liant à la section « Notes et références ».
L'aquagym, également appelée gymnastique aquatique, est une forme de gymnastique qui se pratique dans l'eau, le plus souvent en piscine. La poussée d'Archimède procure une sensation de légèreté, limite les chocs et minimise le risque de courbatures, de claquages ou d'élongations musculaires. La résistance de l'eau et les turbulence contribuent à un renforcement musculaire.
Elle se pratique fréquemment en musique, afin de donner du rythme aux séances, et un repère pour le-la coach.

## Histoire
L'aquagym est née en France. La gymnastique aquatique est devenue « aquagym »  dans le langage courant  après la parution du livre du même nom écrit par Christiane Gourlaouen[réf. nécessaire] et Jean-Louis Rouxel en octobre 1993 (ISBN 13                                    : 978-2702703724). Un tome 2 suivra en octobre 1998 (ISBN :  978-2702704301). Le terme isolé « aquagym » n'est pas déposé comme marque, ou pour d’autres classes de services que la Classe 41 (dans la nomenclature INPI), et est donc largement utilisé librement.

### Diplômes d'enseignement
En France, ce sont les maîtres nageurs sauveteurs titulaires du BEESAN (Brevet d’État d’éducateur sportif des activités de la natation) ou du BPJEPS AAN (nouvelle formation remplaçant le BEESAN, Brevet professionnel de la jeunesse, de l’éducation populaire et du sport activité aquatique et de la natation) qui peuvent enseigner et dispenser l'aquagym contre rémunération.
Aucun autre brevet ne permet de donner des cours d'aquagym. En France, l'aquagym ne peut en aucun cas être enseignée par des titulaires du BNSSA. Il y a existé une formation Coach fitness dans l'eau (par la société Waterform) qui conférait cette prérogative à des personnes non titulaires du titre MNS, car en l'occurrence titulaire de cette Certification Spécialisée.

## Cours et contenus

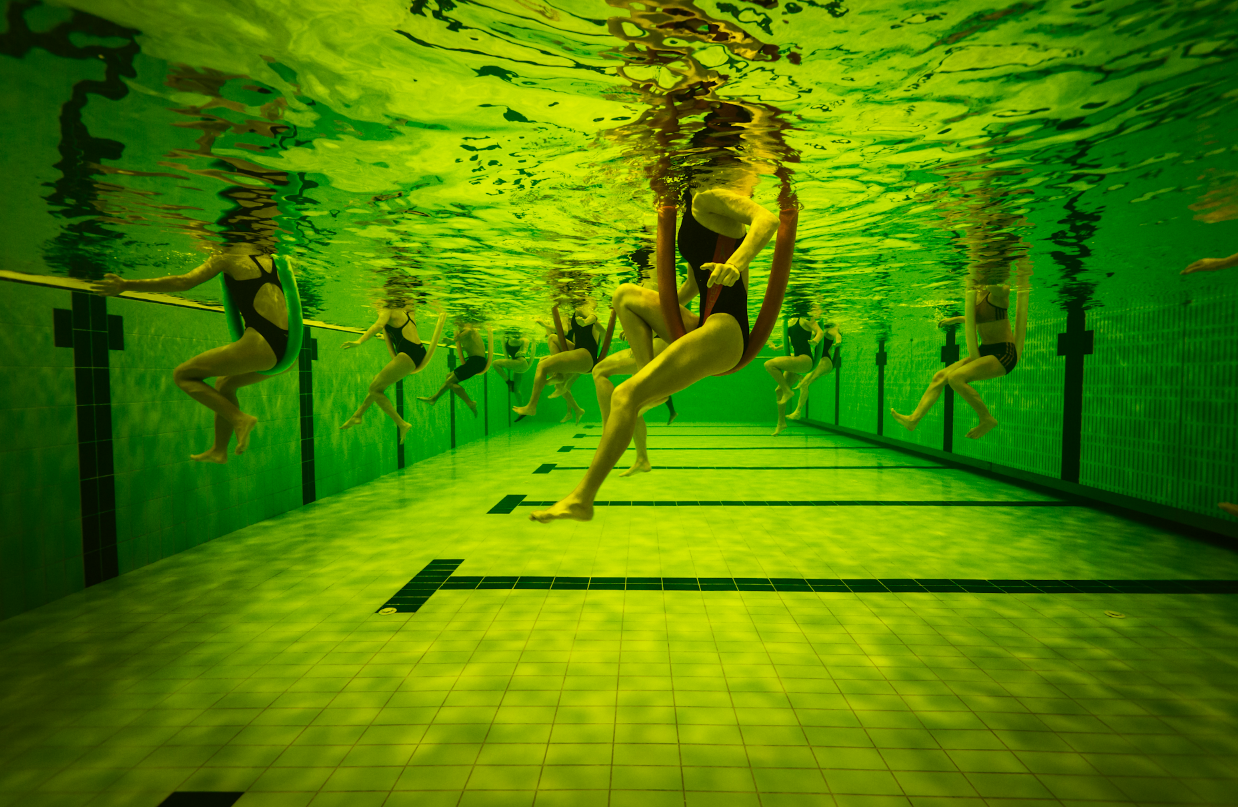
Cours d'aquagym

L'aquagym peut être pratiquée sans limite d'âge, qu'on soit nageur ou non, et permet de travailler différents groupes musculaires, dont les abdominaux, fessiers, cuisses, bras et épaules.
L'enseignant peut choisir de faire son cours avec ou sans musique, chaque enseignant ayant sa propre façon de mener à bien cette activité. Le travail dans l'eau permet de se mettre au contact des usagers, de les aider dans les exercices nécessitant une certaine aisance dans le milieu aquatique. Le travail en dehors de l'eau, quant à lui, permet de contrôler la bonne exécution des mouvements.
L'aquagym moderne, parfois appelée « aquafitness », regroupe tous types de cours de remise en forme dans l'eau, comme on peut en trouver dans un studio d'aérobic. La terminologie française « aquagym » se suffit toutefois à elle-même, les différents modes de traitement de l'activité pouvant aussi s'exprimer en français et correspondant tout simplement à des adaptations pédagogiques aux besoins des élèves.
Dans les salles de remise en forme équipées de piscines, on trouve différents types de cours : aquagym, aquabiking (sur un vélo spécial), aquajogging (sur un tapis roulant incliné), aquafitness, aquaboxing, aquacool (pour seniors ou personnes en réathlétisation).

### Sport-santé
L'aquagym fait partie des activités recommandées aux adultes et aux seniors par l'Assurance maladie, pour développer ses contacts sociaux et renforcer ses muscles, 12 février 2024.